# Klawiszowiec
Klawiszowiec (również keyboardzista) – muzyk grający na instrumentach klawiszowych. Przed latami 60. XX wieku muzycy grający na instrumentach klawiszowych byli nazywani głównie pianistami lub organistami. Od połowy lat 60. XX wieku mnogość nowych instrumentów z klawiaturami, które weszły do użytku w muzyce pop, wymogła bardziej ogólny termin określający ludzi, którzy na nich grają.